# سه (فیلم ۱۹۶۵)
سه (صربی: tir) یک فیلم به کارگردانی الکساندر پترویچ است که در سال ۱۹۶۵ منتشر شد.